# Martín Barreiro
Martín Barreiro Carreira (Lugo, 4 de julio de 1977) es un físico español, especialista en meteorología, oceanografía y climatología y experto en comunicación sobre cambio climático.

## Trayectoria
En 2003 se licenció en Ciencias Físicas por la Universidad de Santiago de Compostela y se especializó en previsión meteorológica marítima.
Su trayectoria profesional comenzó en julio de 2001, estando vinculado a MeteoGalicia hasta junio de 2010, donde ejercía como meteorólogo operacional y numérico. En ese mismo periodo estuvo vinculado a CRTVG, como meteorólogo y presentador de la Televisión de Galicia y asesor científico al servicio de la información de la Radio Galega. 
En julio de 2010 pasa a formar parte del equipo de El tiempo de RTVE, donde ejerce como meteorólogo y presentador a nivel nacional. Entre 2010 y 2014 fue presentador de El tiempo fin de semana y en los informativos territoriales, para después, entre 2014 y 2016, pasar a presentar El tiempo en el Telediario Matinal y Los desayunos de TVE. Entre 2016 y 2020, volvió a presentar El tiempo fin de semana y en el Canal 24 horas. En 2015 también colaboró en La mañana, en La 1.
En 2012, junto con otros compañeros de profesión, creó la Asociación de Consumidores de Meteorología (ACOMET) y participó en Bailando y cantando contigo en la Nochebuena de La 1. Desde 2015 participa en Telepasión, también emitido en la Nochebuena de La 1 de TVE. En 2016 fue colaborador de España vuelta y vuelta en RNE. Y entre 2016-2017 y en 2022, presentó Aquí la Tierra en numerosas ocasiones. En 2018, copresentó la Cabalgata de Reyes Magos con Jacob Petrus y Marta Solano.
Desde septiembre de 2020 es presentador de la sección medioambiental en La hora de La 1, donde realiza trabajos de investigación y comunicación de temática medioambiental, cambio climático o meteorología, empleando técnicas de realidad aumentada. Así mismo, en verano de 2021 fue colaborador de temas de actualidad en Días de verano y entre 2021 y 2022 de Mejor contigo, ambos programas en RTVE.

## Premios
- 2015
  - Premio a la previsión meteorológica en televisión 2015 de la EMS, como mejor meteorólogo de televisión.[4]
- 2016
  - Mestre Mateo de Galicia de la Academia Gallega Audiovisual, como mejor comunicador de televisión 2015.[5]
- ¿?
  - Premio Candil de la Dehesa del Ayuntamiento de Arroyo de la Luz, Cáceres. Por reconocimiento a su trayectoria profesional en relación con su defensa y divulgación del Patrimonio Medio Ambiental y Natural.
- ¿?
  - Reconocimiento de trayectoria por méritos por la delegación de la Junta de Galicia en Madrid.
- ¿?
  - Orden de la Vieira, como reconocimiento de trayectoria por méritos.
- 2020
  - Madrid - Gallego del año 2020.

## Trabajo literario

### Libros
| Categoría | Título                       | Año  | Editorial     | Información adicional                                                  |
| --------- | ---------------------------- | ---- | ------------- | ---------------------------------------------------------------------- |
| Coautor   | El libro de El tiempo de TVE | 2011 | Espasa        | Meteorología a través de fotografías                                   |
| Coautor   | El tiempo de la A a la Z     | 2012 | Espasa        | Glosario de Meteorología                                               |
| Coautor   | Lunario 2014                 | 2013 | Espasa        | La luna y el clima                                                     |
| Coautor   | Los refranes de El tiempo    | 2014 | Espasa        | Meteorología y clima de España a través de los refranes meteorológicos |
| Coautor   | El desafío del clima         | 2021 | HarperCollins | Cambio climático                                                       |

### Publicaciones científicas
- abril de 2003
  - P. Carracedo, M. Barreiro, S. Torres, P. Montero, V. Pérez Muñuzuri y V. Pérez-Villar
    - Acoplamiento de un modelo hidrodinámico de escala global con uno de escala regional para Galicia (Revista de la Real Academia Gallega de Ciencias. Vol. XXII. (2003) 85-100)[13]
- Febrero de 2006
  - A. C. Carvalho, A. Carvalho, I. Gelpi, M. Barreiro, C. Borrego, A. I. Miranda y V. Pérez-Muñuzuri
    - Influencia de la topografía y los usos del suelo en la dispersión de los contaminantes en la costa atlántica de la Península Ibérica (Medio ambiente atmosférico 40 (2006) 3969-3982)[14]
- Marzo de 2006
  - P. Carracedo, S. Torres-López, M. Barreiro, P. Montero, C. F. Balseiro, E. Penabad, P. C. Leitao y V. Pérez-Muñuzuri
    - Mejora del sistema de previsión de deriva de contaminantes aplicado a los vertidos del Prestige en la costa de Galicia (Noroeste de España) Desarrollo de un sistema operativo (Boletín de Contaminación Marina 53 (2006) 350-360)[15]

## Otros
En 2019 protagoniza el videoclip de la canción titulada "El año" de Carolina Durante donde aparece citado en una parte de la letra de la misma canción.